# Marina (film uit 1960)
Marina is een Duitse musical uit 1960 van Paul Martin en Artur Brauner. 
De hoofdrollen waren weggelegd voor Giorgia Moll (Mary Miller), Jan Wennick (Jan) en Bubi Scholz (Ralf Moebius). Daarnaast had ook Rocco Granata een rol in de film als Rocco.
De film werd in zwart-wit opgenomen in het CCC-Atelier te Spandau, Berlijn.

## Rolverdeling
| Acteur                | Personage          |
| --------------------- | ------------------ |
| Rocco Granata         | Rocco              |
| Giorgia Moll          | Mary Miller        |
| Bubi Scholz           | Ralf Moebius       |
| Teddy Stauffer        | Robert Miller      |
| Rudolf Platte         | Mr. Herzlieb       |
| Trude Herr            | Trude Pippes       |
| Renate Holm           | Mrs. Renate Henkel |
| Jan & Kjeld           | muzikanten         |
| Silvio Francesco      | Silvio             |
| Rex Gildo             | Rex                |
| Gerold Wanke          | Max                |
| Jonny Buchardt        | Fratzke            |
| Gabriele Clonisch     | Gabriele           |
| Zizi Rascas           | Zizi               |
| Irene Mann            | Irene              |
| Hannelore Elsner      | Christa            |
| Kurt Waitzmann        | Inspecteur         |
| Kurt Pratsch-Kaufmann | Inspecteur         |
| Bully Buhlan          | Peter Hiller       |